# 北海道道1156号森インター線
北海道道1156号森インター線（ほっかいどうどう1156ごう もりインターせん）は、北海道茅部郡森町内を結ぶ一般道道（北海道道）である。

## 概要

### 路線データ
- 起点：北海道茅部郡森町字森川町（国道5号・国道278号交点）
- 終点：北海道茅部郡森町字森川町（道央自動車道 森IC）
- 総延長：0.942 km
- 実延長：0.894 km
- 重用延長：0.048 km

### 道路管理者
- 渡島総合振興局 函館建設管理部 八雲出張所

## 歴史
- 1999年（平成11年）1月6日 - 路線認定[1]。
- 2011年（平成23年）11月26日 - 道央自動車道 森ICが供用開始。

## 地理

### 通過する自治体
- 渡島総合振興局
  - 茅部郡森町

### 交差する道路
森町
- 国道5号 - 字森川町（起点）
- 国道278号 - 字森川町（起点）
- 道央自動車道 森IC - 字森川町（終点）

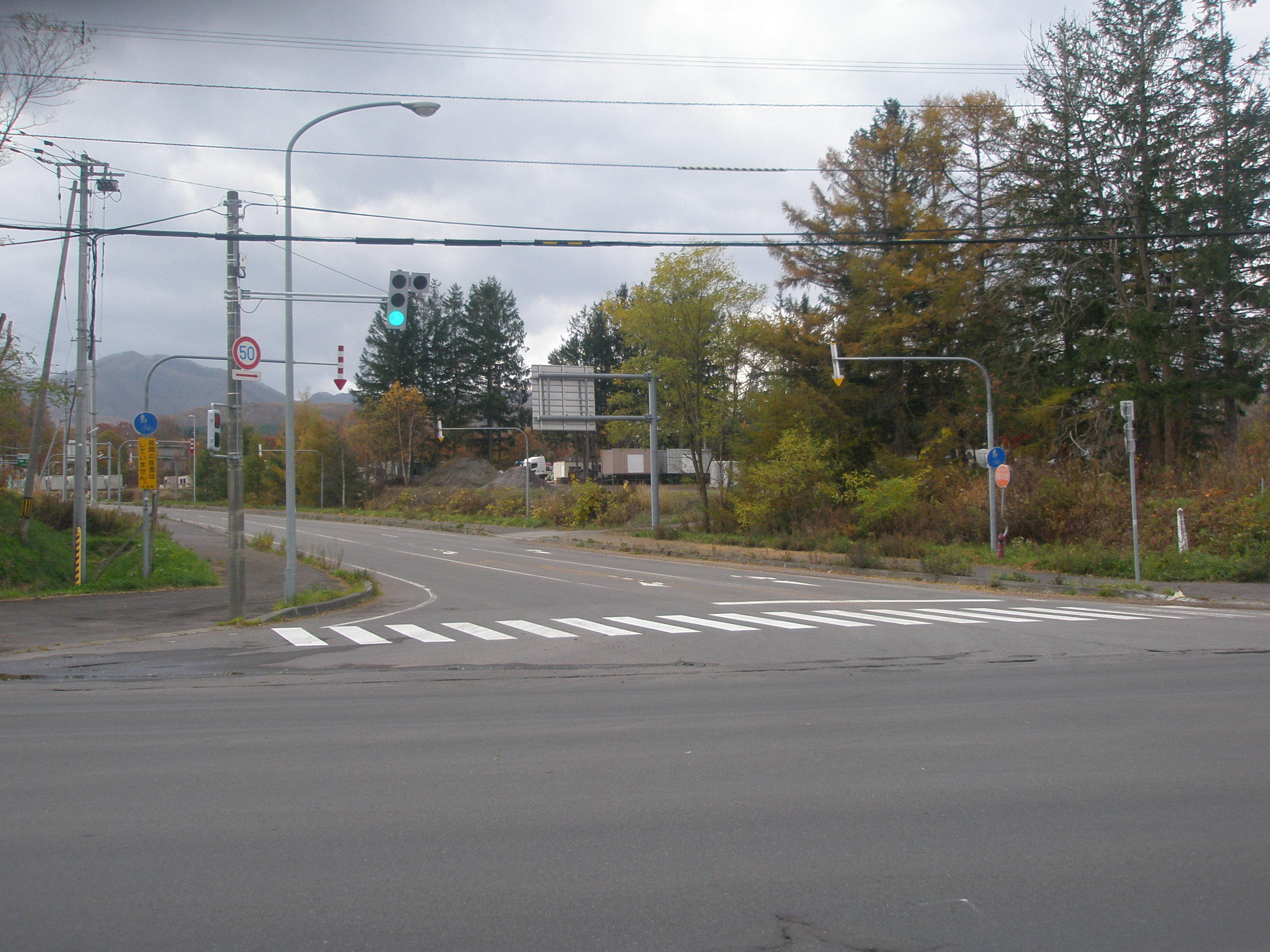
北海道道1156号森インター線・起点（国道5号側から）
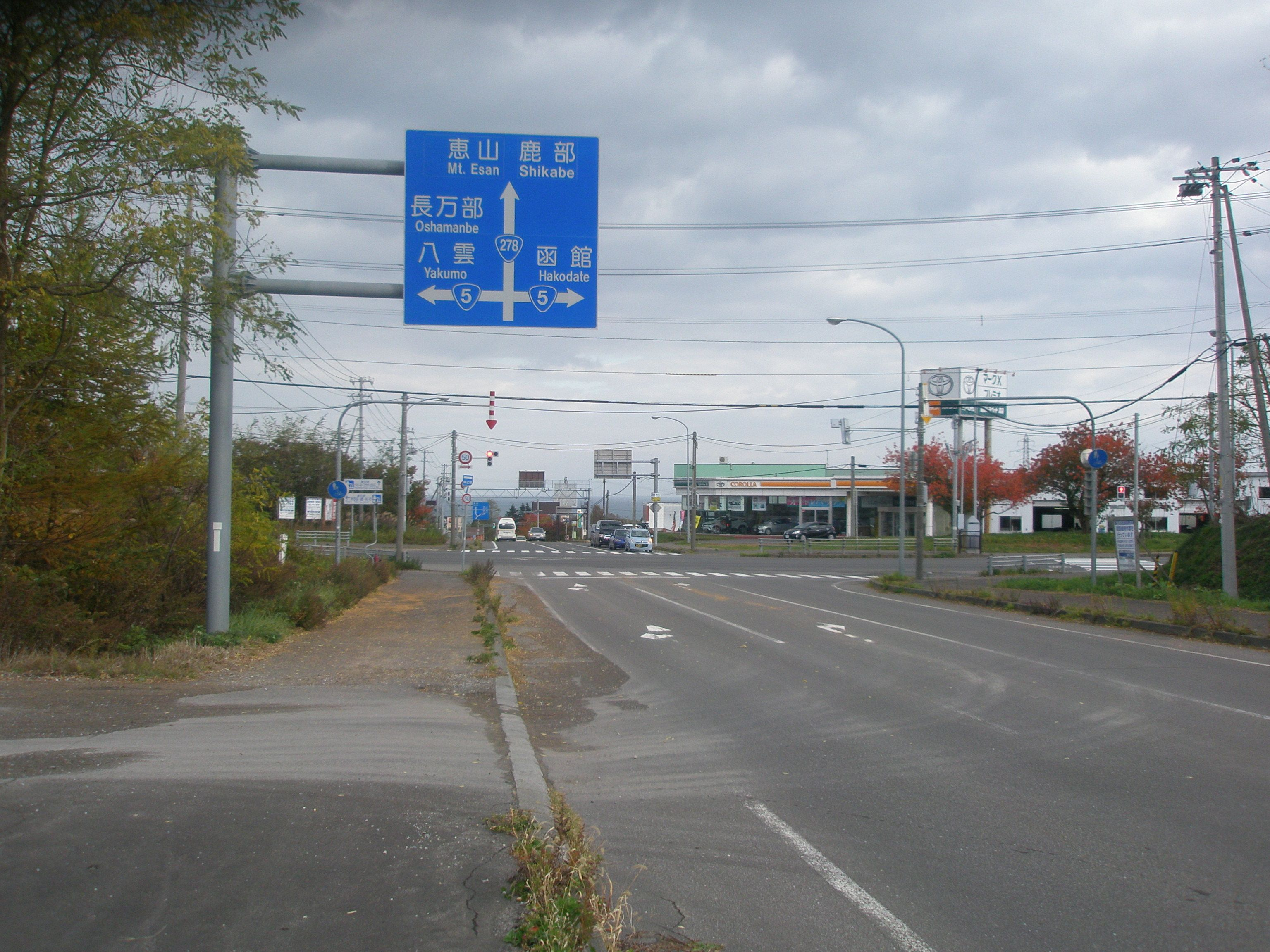
北海道道1156号森インター線・起点（終点側から）